# Кранэкс (завод)
Машиностроительная компания КРАНЭКС — машиностроительное предприятие в г. Иваново, осуществляющее свою деятельность с 1932 года. КРАНЭКС является одним из крупнейших предприятий России по производству экскаваторов, запасных частей и комплектующих изделий, навесного оборудования, сервисному обслуживанию и ремонту экскаваторов.

## История

### 1932—1940
1 июля 1932 года — открытие предприятия «Ивторфмаш» (современный КРАНЭКС). В довоенные годы завод занимается выпуском торфососных, пеньевых кранов, баггеров-экскаваторов для добычи торфа-сырца.
В 1936 изготовлена фрезоуборочная машина УМФ-4. Выпускаются лотковые торфособиратели, корчевальная машина, арочный кран, гусеничные платформы для перевозки торфа на поля торфодобычи.

### 1941—1945
В годы войны предприятие выпускает «деталь № 25» для знаменитой «катюши», а также металлические детали к парашютам.

### 1946—1970
В послевоенные годы производятся новые единицы техники: экскаваторы ТЭ-2, ЭСЛ-4, уборочно-перевалочная машина фрезерного торфа (УПФ-2), пневмоуборочная машина ПУМ-2, многоковшовый перегружатель торфа (ПМТ-1) и др. Экскаватор торфяной ТЭ-2 — универсальный полноповоротный одноковшовый на специальном широком гусеничном ходу — предназначается главным образом для работы на торфе, для копки картовых канав при осушении торфяных залежей, для копки и очистки магистральных и валовых канав. С 1951 года выпускается экскаватор ТЭ-2М,предназначенный для создания котлованов, обвалований и отводящих траншей на заболоченных участках и на слабых грунтах. С 1964 года завод производит торфяной погрузочный кран КПТ-1, который используется для погрузки торфа из полевых штабелей и караванов в вагоны узкой и широкой колеи, для погрузочно-разгрузочных работ общего назначения.

### 1971—1990
В 70-80 е гг. выходит универсальный торфяной экскаватор ТЭ-3М (выпуск с 1968 года), предназначенный для рытья картовых, валовых и водопроводящих канав, магистральных каналов, котлованов и для выполнения работ на неосушенных торфяных и болотистых торфяных залежах, болотистых и других слабонесущих грунтах и водопроводящих канав, магистральных каналов, котлованов и для выполнения работ на неосушенных торфяных и болотистых и других слабонесущих грунтах при строительстве и эксплуатации торфопредприятий. С 1978 года "Ивторфмаш" производит торфяной погрузочно-разгрузочный кран МТТ-16 грузоподъёмностью 10 т, который заменяет собой кран КПТ-1.
Предприятие переходит на выпуск техники с гидравлическим приводом, что знаменует новый этап в развитии завода. Выпускается гидравлический экскаватор МТП-71, используемый на грунтах со слабой несущей способностью при строительстве и ремонте каналов открытых мелиоративных систем, а также картовых, валовых и магистральных каналов при подготовке и эксплуатации торфяных полей.

### 1991—2000
1 декабря 1992 года создаётся открытое акционерное общество «КРАНЭКС».
Выпускаются гидравлические экскаваторы EU 423 и EU 520, разрабатывается проект экскаватора EU-423 с гидрооборудованием фирмы «Mannesmann Rexroth» (Германия).
Создаётся уникальная модель EU-423LC — единственный в России экскаватор с удельным давлением на грунт 0,21 кгс/см².
В 1998 году начинают выпускаться EK 270,EK 400.

### 2001—2010
2006 г. — новая модель экскаватора EK 450FSс рабочим оборудованием «Прямая лопата».

### 2011—2017
2012 год — новые модели экскаваторов — EK 270SL и EK 400SL.